# Roes Welcome Sound
El Roes Welcome Sound o estrecho de la Bienvenida a Roes es un cuerpo de mar localizado en el ártico canadiense, en la parte septentrional de la bahía de Hudson.

## Geografía
El estrecho Roes Welcome Sound está localizado entre el continente e isla Southampton, 200 km al norte de isla Mármol.
Bordea isla Southampton por su costa occidental y es un paso entre la bahía de Hudson, al sur, y Foxe Basin, al norte. En su parte más septentrional, se encuentra la bahía Repulse.
El estrecho mide unos 290 km de largo, y 24 km de ancho. Administrativamente, pertenece al territorio autónomo de Nunavut.

## Historia
El primer occidental del que se tiene cosntancia que navegó frente a sus aguas, sin adentrarse en él, fue el inglés Thomas Button en 1613, en el viaje de regreso de una expedición con dos barcos (el HMS Resolution y el HMS Discovery) que había zarpado de Inglaterra el año anterior e iba a la búsqueda de Henry Hudson, abandonado en la bahía que ahora le honra en 1611 por su propia tripulación.
El siguiente navegante en navegar por él fue el también inglés Luke Fox, que en 1631 reconoció la costa occidental de la bahía de Hudson y lo nombró en reconocimiento de sir Thomas Roe, amigo y patrocinador de esa expedición.
El capitán William Edward Parry, tratando de encontrar el Paso del Noroeste durante su viaje de 1821, escribió:

Examinando las cartas, creo probable que un día también aparecerá una comunicación entre esta entrada (Prince Regent's) y la bahía de Hudson, ya sea a través del amplio e inexplorado canal llamado Sir Thomas Roe's Welcome, o a través de Repulse Bay, que todavía no se han reconocido de manera satisfactoria.
William Edward Parry

## Naturaleza
Roes Welcome Sound es lugar de paso de la migración de las ballenas de Groenlandia, ruta que se examina en la publicación de Gillies W. Ross de 1974 Distribution, Migration, and Depletion of Bowhead Whales in Hudson Bay, 1860 to 1915.